# Vulture
The Vulture (echte naam: Adrian Toomes), alias de Gier, is een fictieve superschurk uit de strips van Marvel Comics, en een van de oudste vijanden van Spider-Man. Hij werd bedacht door Stan Lee en Steve Ditko en verscheen voor het eerst in The Amazing Spider-Man #2 (Mei 1963).

## Biografie
Adrian Toomes was een voormalige elektronicamonteur, die een speciaal harnas uitvond waarmee hij kon vliegen. Het harnas gaf Toomes eveneens toegenomen kracht en (volgens sommige bronnen) een extra lang leven.
Hoewel Toomes al redelijk op leeftijd is, is hij een ervaren vechter en meedogenloze moordenaar. Eenmaal slaagde hij erin zijn jeugd te herstellen via een biochemisch proces, maar dit raakte na een tijdje uitgewerkt. Ook gebruikte hij een keer een speciaal apparaat om Spider-Mans jeugd te stelen, waardoor hij zelf weer een jonge man werd en Spider-Man oud. Maar dit effect raakte ook binnen een paar uur uitgewerkt.
Vulture is lid geweest van elke incarnatie van de Sinister Six en de Sinister Twelve. Hij werkt vooral samen met mede-superschurk Electro.
In de serie Identity Disc, werd onthuld dat Vulture, geholpen door Sandman, de superschurken Bullseye, Deadpool, Juggernaut en Sabretooth had gemanipuleerd tot het aanvallen van het hoofdkwartier van de terroristenorganisatie A.I.M. (Advanced Idea Mechanics) om een diskette te stelen waarop de identiteiten van undercover S.H.I.E.L.D.-agenten stond.
Onder begeleiding van Al Kraven, Kraven the Hunters zoon, probeerde Vulture tijdelijk een superheld te worden, maar viel al snel terug in zijn oude gewoonten.

## Andere Vultures
Toomes identiteit als de Vulture is ook vaak overgenomen door anderen. Allereerst stal de crimineel "Blackie" Drago, die een celmaat was van Toomes, het Vulture harnas en kostuum. Hij werd uiteindelijk door Toomes zelf verslagen.
De tweede Vulture imitator was Professor Clifton Shallot, een wraakzuchtige geleerde die zichzelf muteerde in een Vulture dubbelganger. Hij verloor zijn krachten in zijn eerste en enige gevecht met Spider-Man
De Vulture technologie werd ook een keer gekopieerd door een groep criminelen genaam "The Vulturions". Toomes versloeg ook deze groep eigenhandig.

## Eerste Vulture
Vulture was niet de eerste stripboek superschurk met deze naam. In strip Doll Man uit 1941 kwam eveneens een crimineel genaamd Vulture voor. Dit was een rover die getrainde gieren (vultures) gebruikte om zijn misdaden te plegen.

## Krachten en vaardigheden
Via een speciaal harnas is Vulture in staat te vliegen. Het harnas vergroot tevens zijn fysieke kracht. Als Vulture het harnas verwijdert verdwijnt zijn kracht langzaam, maar hoelang dit duurt is niet precies bekend.
Recentelijk is ook onthuld dat door langdurig gebruik van het harnas, Vulture nu ook tijdelijk kan vliegen zonder gebruik ervan, hoewel hij nog wel zijn vleugels nodig heeft om te manoeuvreren.
Vulture is verder zeer intelligent en bedreven op het gebied van elektronica en mechanica.

## Ultimate Vulture
De Ultimate Marvel versie van Vulture verscheen voor het eerst in Ultimate Spider-Man #90. Dit was echter niet Adrian Toomes, maar zijn "Blackie" Drago die als voormalig S.H.I.E.L.D agent de opdracht had gekregen om Donald Roxxon, hoofd van de Roxxon Corporation te vermoorden. Drago kreeg zijn apparatuur van een voormalig medewerker van Roxxon genaamd Elijah Stern, de Ultimate versie van Tinkerer.

## Vulture in andere media

### Marvel Cinematic Universe
Sinds 2017 verschijnt Adrian Toomes / Vulture in het Marvel Cinematic Universe waarin hij wordt vertolkt door Michael Keaton. Hij is de hoofdschurk in de film Spider-Man: Homecoming. 

### Films
- Door de gebeurtenissen uit Spider-Man: No Way Home (2021), verschijnt Adrian Toomes vanuit het Marvel Cinematic Universe in het Sony's Spider-Man Universe in de film Morbius uit 2022 (gespeeld door Michael Keaton.
- In de animatiefilm Spider-Man: Across the Spider-Verse verschijnt een Renaissance versie van Vulture met het alter-ego Adriano Tumino als een schurk die gevangen moet worden. Deze Vulture wordt ingesproken door Jorma Taccone. In de Nederlandse nasynchronisatie wordt deze stem ingesproken door Rutger Le Poole.

### Televisieseries
- Vulture’s eerste verschijning buiten de strips was in de Spider-Man animatie serie uit 1967, waarin hij in twee afleveringen meedeed. De Vulture in deze serie was gebaseerd op de Blackie Drago Vulture in plaats van Adrian Toomes.
- In de animatieserie Spider-Man van (1994-1998), verscheen Vulture eveneens. Zijn stem werd gedaan door Eddie Albert. In het begin is hij net als in de strips een oude man. Later vindt hij een manier om de jeugd van mensen op te zuigen zodat hij weer jong wordt (in zijn jonge vorm wordt zijn stem gedaan door Alan Johnson). Hij berooft ook Spider-Man van zijn jeugd, maar neemt daarbij ook Spider-Mans mutatieziekte over. Spider-Man krijgt zijn jeugd later terug, maar Vulture behoudt de ziekte.
- In de serie Spider-Man Unlimited ontmoet Spider-Man de Counter-Earth versie van de Vulture. Maar net als de Counter Earth Green Goblin was deze Vulture een held in plaats van een schurk. Zijn stem werd gedaan door Scott McNeil.
- Vulture deed mee in de serie The Spectacular Spider-Man. Hij maakte zijn debuut in die serie al in de eerste aflevering.

### Videospellen
- Vulture is een van de schurken in het videospel Spider-Man uit 2018, waarin hij gespeeld wordt door Dwight Schultz.